# Metropolis (film)

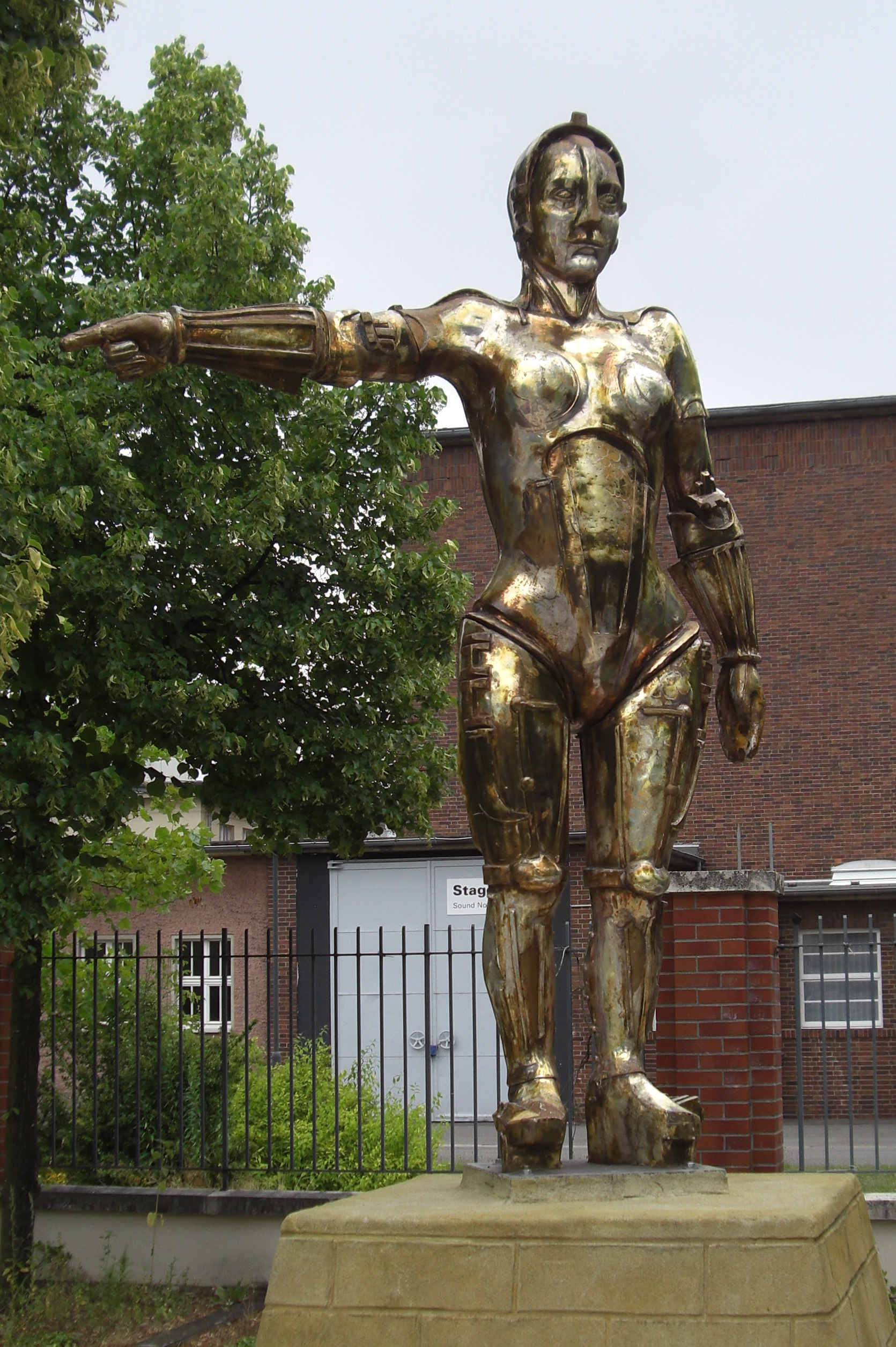
Statua filmowego robota w Babelsbergu

Metropolis – niemiecki ekspresjonistyczny film science fiction z 1927 roku w reżyserii Fritza Langa. Scenariusz został napisany przez Fritza Langa i Theę von Harbou, której powieść Metropolis wydana w 1926 powstała głównie na potrzeby filmu. Monumentalne dzieło prezentuje dystopijną wizję miasta przyszłości, którego społeczeństwo jest podzielone na dwie kasty: wąską i uprzywilejowaną grupę intelektualistów (rozum, mózg) oraz robotników utrzymujących miasto przy życiu (ręce) mieszkających w podziemnych osiedlach.
Po premierze w Niemczech film wywołał wśród krytyków mieszane uczucia. Publika doceniała stronę wizualną, zwracając jednak uwagę na naiwną historię. Film nie odniósł dużego sukcesu, co w połączeniu z ogromnym budżetem (najdroższa niemiecka produkcja tamtych czasów) doprowadziło wytwórnię UFA na skraj bankructwa. Krytyka oraz wymogi cenzury wymusiły na twórcach usunięcie około pół godziny materiału filmowego, głównie scen związanych z okultyzmem, oraz losami postaci pobocznych o mniejszym wpływie na fabułę. Oryginał filmu uległ zniszczeniu, a utracony materiał został odnaleziony dopiero 80 lat później w Buenos Aires, w bardzo złym stanie. Kopia została wykonana na taśmie 16 mm, mniejszej niż oryginalna, przez co zostały ucięte fragmenty obrazu po lewej i górnej stronie kadru. Wersja uzupełniona miała premierę 12 lutego 2010, w czasie trwania 60. edycji Berlinale.
Przesłaniem filmu, wspomnianym w planszy na początku i na końcu, są słowa: Pomiędzy rozumem a rękami musi być serce (oryg. Mittler zwischen Hirn und Händen muss das Herz sein).

## Obsada
- Gustav Fröhlich – Freder Fredersen
- Brigitte Helm – 
  - Maria,
  - robot Futura / fałszywa Maria,
  - Śmierć,
  - Siedem Grzechów Głównych,
  - Stwórca
- Alfred Abel – Joh Fredersen
- Rudolf Klein-Rogge – C.A. Rotwang
- Theodor Loos – Jozafat
- Fritz Rasp – 
  - Chudzielec,
  - mnich
- Erwin Biswanger – Georgy, robotnik nr 11811
- Heinrich George – Grot
- Olaf Storm – Jan

## Inspiracje i zapożyczenia
W latach 40. XX wieku ⁣⁣Osamu Tezuka⁣⁣, ⁣japoński mangaka, stworzył mangę o nazwie Metropolis. Tezuka nie oglądał dzieła Fritza Langa, ale zainspirowały go plakat i zdjęcia z filmu. Fabuła mangi jest inna, zachowano jednak roboty oraz podział na kasty. W 2001 roku na podstawie mangi powstało anime o tej samej nazwie.
W 1984 roku Giorgio Moroder przygotował skróconą wersję filmu z własną współczesną muzyką pop-rockową. Zachowane fragmenty filmu zostały też wykorzystane między innymi w teledyskach do piosenek „Love Kills” solowego singla Freddie Mercury’ego oraz „Radio Ga Ga” brytyjskiego zespołu muzycznego Queen.
W 1989 Madonna zainspirowała się filmem i odwzorowała go w swoim teledysku do singla „Express Yourself”. W klipie oprócz podobnych scen pojawia się także parafraza motto filmu – „Bez serca nie może być porozumienia pomiędzy rękami a rozumem” (org. "Without the heart, there can be no understanding between the hand and the mind"). Do inspiracji Metropolis wróciła ponownie w 1990, kiedy to podczas trasy koncertowej Blond Ambition pierwszy akt widowiska rozgrywał się w odtworzonej scenerii z filmu. Akt ten nosi ponadto tytuł Metropolis.
W 2017 polski zespół muzyczny Czerwie, zainspirowany filmem, wydał płytę CD z własną ścieżką muzyczną do filmu.

## Pozostałe informacje
W roku 1995, z okazji stulecia narodzin kina, film znalazł się na watykańskiej liście 45 filmów fabularnych, które propagują szczególne wartości religijne, moralne lub artystyczne. W roku 2001 film został wpisany na listę UNESCO Pamięć Świata.